# Вальтроп
Вальтроп (нем. Waltrop) — город в Германии, в земле Северный Рейн-Вестфалия.
Подчинён административному округу Мюнстер. Входит в состав района Реклингхаузен. Население составляет 29 636 человек (на 31 декабря 2010 года). Занимает площадь 46,98 км². Официальный код — 05 5 62 036.

## Достопримечательности
- Шлюзовый парк Вальтроп.

## Известные личности

### Родившиеся в Вальтропе
- Йохан Бернард Клемс (1812—1872), мастер по изготовлению роялей.
- Теодор Рензинг (1894—1969), историк и активист охраны памятников истории и культуры.
- Герман Бройкер (1911—1974), график и скульптор.
- Розвита Мюллер-Пиппенкёттер (* 1950), политик (ХДС), бывший министр юстиции Северного Рейна-Вестфалии.
- Дитмар Отто (* 1955), футболист, игравший за «Боруссию Дортмунд».
- Гельмут Ремзен (* 1955), модератор немецкого радио и телевидения.
- Лутгер Йонас (* 1957), католический священник, настоятель собора епархии Мюнстера.
- Альфонс Кенкманн (* 1957), историк, профессор Лейпцигского университета, кавалер ордена «За заслуги перед ФРГ».
- Маттиас Хьюз (* 1959), актёр кино.
- Габриеле Вармински-Ляйтхойссер (* 1963), политик (СДПГ), бывший министр культуры, молодёжи и спорта в правительстве Баден-Вюртемберга.
- Франк Швабе (* 1970), политик (СДПГ), депутат немецкого Бундестага.
- Александер Баумйоханн (* 1987), футболист, полузащитник.
- Йени Бах (* 1987), актриса немецкого театра и кино.

## Фотографии

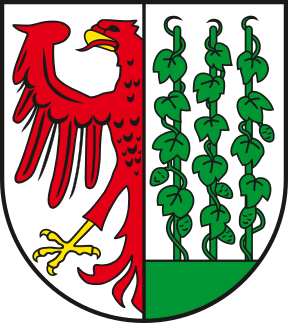
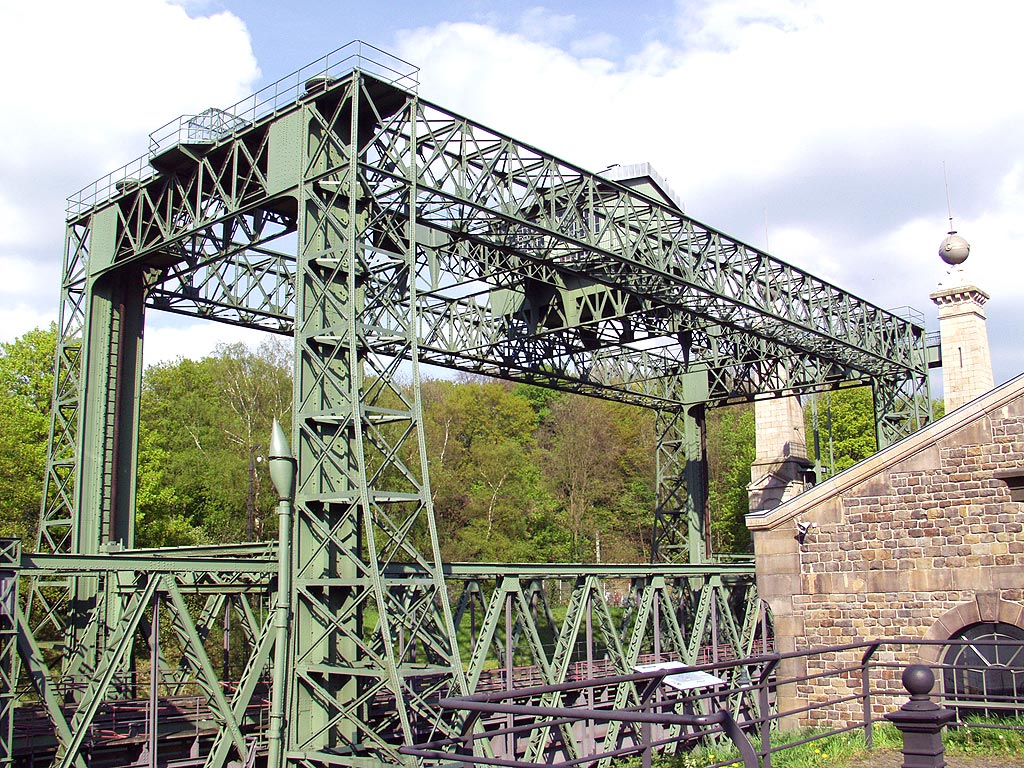
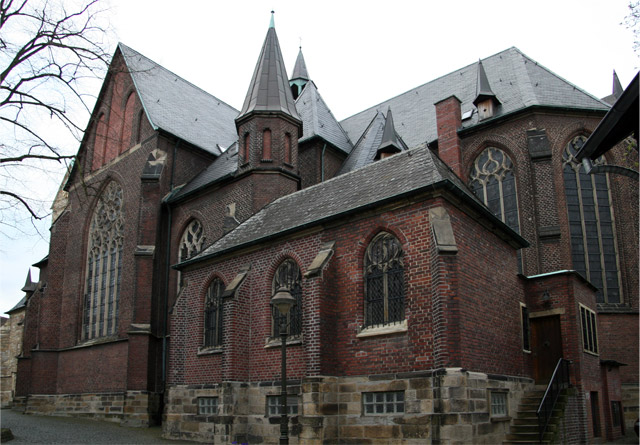